# Görcsöny
Görcsöny (németül: Gürschen, horvátul: Garčin) község Baranya vármegyében, a Pécsi járásban.

## Fekvése
A vármegye középső-déli részén helyezkedik el. A közeli községekre oly jellemzően kialakult régi falurésze völgyben, új lakótelepe pedig fennsíkon helyezkedik el. Hozzá tartozik még Keresztespuszta külterületi településrész is, mely a község északi határa közelében fekszik.
A szomszédos települések: észak felől Aranyosgadány és Pellérd, kelet felől Regenye, dél felől Ócsárd és Kisdér, délnyugat felől Baksa, északnyugat felől pedig Zók. Aránylag közel fekszik hozzá még keleti irányban Gyód, nyugat felől pedig Pécsbagota is, de közigazgatási területeik – kevés híján – nem határosak.

### Megközelítése
A Pécset Vajszlóval összekötő 5801-es út áthalad a központján, így ez a legfontosabb közúti megközelítési útvonala. Harkány térségével az 5814-es út, az 58-as főút szalántai szakaszával pedig az 5828-as út köti össze.
Hajdan érintette a Pécs–Harkány–Donji Miholjac-vasútvonal, amit azonban 1971 nyarán megszüntettek. A vonalnak két állomása is volt Görcsöny határai közt: Pécs felől nézve előbb Keménygadány-Keresztespuszta vasútállomás (Keresztespuszta közelében), majd Görcsöny vasútállomás, mely a községtől északkeletre esett; utóbbi egykori helyénél mára ipari községrész alakult ki.

## Története

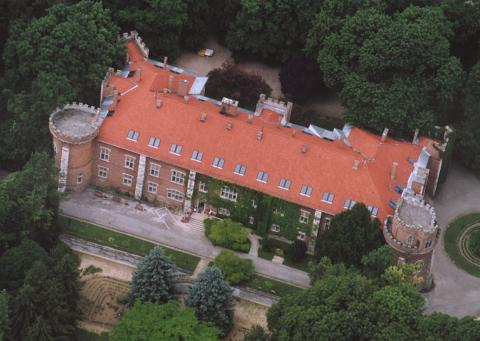
A Benyovszky-kastély légi fotója

A régészeti kutatások azt bizonyítják, hogy a kőkorszaktól kezdve lakott terület volt. A neve Gurchen alakban 1247-ben bukkant fel először írásos emlékekben. További névváltozatai: 1511-ben Villa Gerechen (ma ez a német neve), 1542-ben pedig Gerchen néven említik.
1345-ben búcsújáróhely lett.
A török hódoltság alatt bár lakott volt, de a végére elnéptelenedett.
A reformkorban (V. Ferdinándtól, 1847-ben) mezővárosi rangot kapott.
A török hódoltság után birtokosai voltak az unitáriusok (ekkor emelkedett rövid időre unitárius püspöki székhellyé), a jezsuiták, a Mihálovics-család, a Benyovszky család. A jezsuiták alatt lakott Görcsönyben (többször, hosszabb-rövidebb ideig) Faludi Ferenc költő. Itt írta az első magyar szonettet is, A pipárúl címmel.
1976-os megszüntetéséig áthaladt a községen a Pécs–Harkány-vasútvonal, melynek itt, valamint a településhez tartozó Keresztespusztán vasútállomása is volt.

## Címer leírása
Az önkormányzat címere: álló, kékszínű tárcsapajzsban fészek lebeg, benne négy fióka, amint anyjuk felé nyújtják nyakukat, csőrüket kitátva, várják a táplálékot. A fészek fölött, éppen leszállva, kiterjesztett szárnyakkal anyjuk látható, amint begye felé hajtott fejjel, csőrével mellét tépi s kibuggyanó vérével fiókáit eteti. A fészek, a pelikán és a kicsinyek arany színűek.
A fiókáit saját vérével tápláló pelikán a családi összetartozást a családfő (az anya) áldozatvállalását jelképezi. Mindez arany színben ragyog, mintha a Nap tündöklő sugarai vonnák azt be. A címermező világmindenséget jelképező égszínkékjében a lebegő címeralak az összetartozást és a szeretet összekapcsolását jeleníti meg.
A tárcsapajzs alatt félkörben, jobbról zöld tölgyfaág piros makkokkal, balról zöld babérág piros bogyókkal látható. A címer felett GÖRCSÖNY felirat olvasható.

## Közélete

### Polgármesterei
- 1990–1994: Barna László (független)[5]
- 1994–1998: Grünwald Géza (független)[6]
- 1998–2002: Grünwald Géza (független)[7]
- 2002–2006: Koncz István Szabolcs (független)[8]
- 2006–2010: Koncz István Szabolcs (független)[9]
- 2010–2014: Koncz István Szabolcs (független)[10]
- 2014–2019: Koncz István Szabolcs (független)[11]
- 2019–2024: Kőszegi Tamás Gábor (független)[12]
- 2024– : Kőszegi Tamás Gábor (független)[1]

## A népesség alakulása
A helyi önkormányzat adatai szerint:
| Év    | Lakosok száma |
| ----- | ------------- |
| 1998. | 1728 fő       |
| 1999. | 1702 fő       |
| 2000. | 1674 fő       |
| 2001. | 1684 fő       |
| 2002. | 1726 fő       |
| 2003. | 1710 fő       |
| 2004. | 1704 fő       |
| 2005. | 1706 fő       |
| 2006. | 1728 fő       |

| Lakosok száma | 1559 | 1542 | 1539 | 1485 | 1517 | 1529 | 1544 | 1546 |
|               | 2013 | 2014 | 2015 | 2019 | 2021 | 2022 | 2023 | 2024 |

A 2011-es népszámlálás során a lakosok 87,6%-a magyarnak, 1,7% cigánynak, 0,6% horvátnak, 2,4% németnek mondta magát (12,3% nem nyilatkozott; a kettős identitások miatt a végösszeg nagyobb lehet 100%-nál). A vallási megoszlás a következő volt: római katolikus 56%, református 6,4%, evangélikus 0,6%, görögkatolikus 0,4%, felekezeten kívüli 14,7% (21,3% nem nyilatkozott).
2022-ben a lakosság 92,1%-a vallotta magát magyarnak, 2% németnek, 1,6% cigánynak, 1,2% horvátnak, 0,1-0,1% görögnek, bolgárnak, szlováknak, ukránnak, szerbnek és románnak, 1,2% egyéb, nem hazai nemzetiségűnek (7,8% nem nyilatkozott; a kettős identitások miatt a végösszeg nagyobb lehet 100%-nál). Vallásuk szerint 36,2% volt római katolikus, 5,6% református, 0,5% evangélikus, 0,2% görög katolikus, 0,1% ortodox, 0,7% egyéb keresztény, 1% egyéb katolikus, 14,3% felekezeten kívüli (41,3% nem válaszolt).

## Nevezetességei
- Benyovszky-kastély a kastélyparkkal - a régi falu közepén áll; a jezsuiták építették a 18. században. Jelenleg a Baranya Vármegyei Önkormányzat "Kastélypark" Módszertani Otthona működik benne. 1966-ban mesterséges halastavat alakítottak ki a kastély gyönyörű parkjában.
- Római katolikus templom. A 13. században épült temploma a török uralom alatt részben leégett. A klasszicizáló, késő barokk templomot 1805-1812 között építették, és Kisboldogasszony tiszteletére szentelték fel. Szenteltvíztartója egykor török mosómedence volt.
- Régi falurészben népi stílusú házak
- Hangulatos közterek a Pelikán-lakótelepen
- 1956-os emlékmű a Szent Hubertus téren
- Faludi Ferenc bronz mellszobra, Nyári Zsolt alkotása
- Ady Endre mellszobra a róla elnevezett utcában
- Ganxsta Zolee híd[15]

## Híres emberek
- Itt született Kiss Jenő Jászai Mari-díjas színész, a Kecskeméti Katona József Nemzeti Színház örökös tagja.

## Utcák
- Ady Endre utca
- Arany János utca
- Aszódi utca
- Dózsa György utca
- Fagyöngy utca
- Faludi köz
- Jókai utca
- Hársfa utca
- Ifjúság útja
- Kossuth Lajos utca
- Munkácsy Mihály utca
- Napraforgó utca
- Petőfi Sándor utca
- Rákóczi Ferenc utca

## Közterei
- Unicum tér
- Vilmos tér
- Szent Hubertus tér
- Barátság tér

## Külterületi lakott részek
- Keresztespuszta
- Kültelek (egykori vasútállomás)
- Körjegyzőséghez tartozik: Ócsárd, Regenye, Szőke.

## Külső hivatkozások
- Görcsöny Önkormányzatának honlapja